# Bahnhof Broughty Ferry

Bei dem Bahnhof Broughty Ferry handelt es sich um den Bahnhof des Stadtteils Broughty Ferry der Stadt Dundee in der gleichnamigen Council Area. Der Bahnhof wurde 1985 in die schottischen Denkmallisten zunächst in der Kategorie B aufgenommen. Die Hochstufung in die höchste Denkmalkategorie A erfolgte 1991.

## Verkehr
Der Bahnhof wurde von der Dundee and Arbroath Railway entlang der Strecke von Dundee nach Arbroath am 6. Oktober 1838 eröffnet. Er gilt damit als der älteste bis heute betriebene Bahnhof in Schottland. Seit 1880 wurden Strecke und Bahnhof von der Caledonian Railway und der North British Railway betrieben. Heute ist Broughty Ferry ein Nahverkehrshalt für Züge zwischen Edinburgh beziehungsweise Glasgow und Aberdeen.

## Beschreibung
Der Bahnhof liegt abseits der A930 im östlichen Dundeer Stadtteil Broughty Ferry. Eine Unterführung ermöglicht den Übergang zwischen beiden Bahnsteigen des Durchgangsbahnhofs. Bahnsteigseitig treten zwei Giebel hervor. Sämtliche Dächer sind mit grauem Schiefer eingedeckt. Daneben überspannt ein hölzernes Schutzdach, das auf zehn schlanken, gusseisernen Pfeilern ruht, den Bahnsteig. Rechts des Bahnhofs befindet sich ein Toilettenhäuschen. Der Backsteinbau mit Walmdach stammt aus dem späten 19. Jahrhundert.